# Phausis splendidula
Phausis splendidula är en skalbaggsart som först beskrevs av Carl von Linné 1767.  I den svenska databasen Dyntaxa används istället namnet Lamprohiza splendidula. Enligt Catalogue of Life ingår Phausis splendidula i släktet Phausis och familjen lysmaskar, men enligt Dyntaxa är tillhörigheten istället släktet Lamprohiza och familjen lysmaskar. Arten har ej påträffats i Sverige. Inga underarter finns listade i Catalogue of Life.